# Eriospermum schinzii
Eriospermum schinzii är en sparrisväxtart som beskrevs av Paul Conrath och John Gilbert Baker. Eriospermum schinzii ingår i släktet Eriospermum och familjen sparrisväxter. Inga underarter finns listade i Catalogue of Life.